# Троценко Віктор Карпович
Ві́ктор Ка́рпович Троце́нко (13 травня 1888 — 4 червня 1978) — український архітектор.

## Біографія
Народився в селі Нижня Сироватка Сумської області, спеціальної освіти не здобув, з 1909 року працював техніком-креслярем при відомих архітекторах Харкова. Вивчав народну архітектуру Слобожанщини.
1914 року розробив проект вокзалу в Новомосковську, брав участь в конкурсі на пам'ятник Миколі Лисенку в Києві у 1913 році. В 1924 р. отримав звання архітектора у Харківському художньому інституті, де згодом почав викладати. Брав активну участь в забудові та реконструкції післяреволюційного Харкова. Був автором ідеї композиції колишньої площі ім. Дзержинського (переможець конкурсу). Проектував робітничі поселення для Харкова, Дніпропетровська, Макіївки, школи та лікарні на Донбасі та у Кривому Розі, будинки-комуни.
Працював переважно у галузі житлового будівництва з урахуванням особливостей народної архітектури: житлові будинки на Донбасі і Криворіжжі, павільйон «Україна» на першій Всеросійській Сільсько-Господарській виставці в Москві (1923); забудова робітничого селища Харківського паровозобудівного заводу (1924), у співавторстві з В. Пушкарьовим Червонозаводський театр у Харкові (1931—1938) та ін. Статті в журналі «Архітектура Радянської України»; спільно з С. Таранушенком кн. «Хата по Єлисаветинському провулку в Харкові» (1921), «Старі хати Харкова» (1922).
Брав участь у роботах з проектування Театру масового музичного дійства на вул. Сумській (не побудовано). Мав публікації у професійному друку з використання історичної спадщини. Основні його проекти в Харкові, що були втілені в життя:
- Робітниче поселення Харьківського тракторного заводу на Московському проспекті (збереглось частково, будинки-коттеджі, 1923—1924 гг.).
- Робітниче поселення на вул. Плеханівській (збереглось частково, 1923 — 1924 гг.).
- Будинок-комуна на вул. Студентській (реконструйований).
- Житловий будинок на вул. Плеханівській, 39
- Житловий будинок на вул. Мироносицькій, 91
- Реконструкція міського будинку на пл. Тевелєва (нині пл. Конституції, будова Міської Ради).
- Реконструкція оперного театру на вул. Римарській, 21.
- Реконструкція Червонозаводського театру (Палац культури заводу ХЕМЗ) на Московскому пр., 94.

Роки війни архітектор перебув у Харкові. За це його у повоєнний час буде покарано ув'язненням та висилкою до Сибіру, де він також працює архітектором і цим врятується від загибелі.